# Kevin Rudd
Pour les articles homonymes, voir Rudd.
Kevin Rudd, né le 21 septembre 1957 à Nambour (Queensland), est un diplomate et homme d'État australien.
Élu de la circonscription de Griffith, dans le sud de la ville de Brisbane, à la Chambre des représentants d'Australie de 1998 à 2013, il est chef du Parti travailliste australien entre 2006 et 2013 et Premier ministre d'Australie à deux reprises. Depuis 2023, il est ambassadeur aux États-Unis.

## Biographie

### Enfance et formation
Né à Nambour au Queensland d'un père fermier, membre du Parti national d'Australie, et d'une mère infirmière, Kevin Michael Rudd passe son enfance dans une ferme près d'Eumundi. Il est pensionnaire du Marist College Ashgrove à Brisbane collège privé qu'il quitte pour intégrer le lycée public Nambour High School dont il est major (Dux) en 1974. La mort de son père alors qu'il n'a que onze ans et les difficultés qui s'abattent sur sa famille par la suite jouent un rôle déterminant sur ses choix politiques. Sa famille et lui-même doivent quitter leur ferme mais les conditions exactes de ce départ restent sujettes à controverse. Rudd rejoint le Parti travailliste en 1972, à l'âge de 15 ans.
Par la suite, Rudd suit les cours à l'université nationale australienne (Australian National University) à Canberra, où il obtient en 1981 son diplôme de baccalauréat en arts en langue chinoise avec félicitations. Ceci lui permet de parler le mandarin avec aisance. Pendant ses études, Rudd habite Burgmann College et travaille comme homme d'entretien chez un journaliste politique pour gagner sa vie.

### Carrière dans l'administration
En 1981, Rudd entre au ministère des Affaires étrangères, où il travaille jusqu'en 1988. Sa femme, Thérèse Rein, et lui passent la plupart des années 1980 dans des postes à l'étranger, dans les ambassades australiennes de Stockholm en Suède, puis de Pékin en Chine. Il revient en Australie en 1988 et est nommé chef de cabinet du chef de l'opposition travailliste du Queensland, Wayne Goss. Il devient ensuite chef de cabinet du Premier ministre de l'État quand le Parti travailliste remporte les élections de 1989, un poste qu'il occupe jusqu'en 1992, quand Goss le nomme secrétaire général du gouvernement. À ce poste, il est le plus haut fonctionnaire de l'État.
Il peut ainsi piloter nombre de réformes notamment celles prévoyant un développement de l'enseignement des langues étrangères à l'école. Rudd favorise une politique d'enseignement des langues asiatiques et des cultures, programme unanimement accepté par le Council of Australian Governments en 1992, avant de présider un groupe de travail qui publie ses conclusions dans un rapport appelé désormais « the Rudd Report »,.
Quand le gouvernement Goss perd les élections en 1995, Rudd est embauché comme consultant en chef pour la Chine par la société KPMG Australia. Il garde son poste après avoir tenté en vain de conquérir le siège de représentant fédéral de Griffith aux élections de 1996. Il se représente au même siège lors des élections de 1998 et cette fois l'emporte.

### Carrière politique

#### Ministre des Affaires étrangères du gouvernement fantôme (2001-2005)
Après son succès aux élections fédérales, Rudd progresse rapidement dans le Parti travailliste et après les nouvelles élections de 2001, il est nommé ministre des Affaires étrangères du « gouvernement fantôme ». À ce poste, il critique vivement la politique du gouvernement de John Howard pour l'aide apportée aux États-Unis lors de l'invasion de l'Irak en 2003 et la participation de l'Australie à l'occupation du pays. Ce désaccord ne l'empêche pas de continuer à prôner la politique d'alliance entre l'Australie et les États-Unis chère au Parti travailliste.
Son expérience politique et son rôle au Parlement sur la guerre en Irak en font l'un des représentants travaillistes les plus connus du pays. Quand Kim Beazley, le chef de l'opposition, intronise Simon Crean pour lui succéder en juin 2003, Rudd ne lui oppose pas de candidature. Quand Crean doit démissionner fin novembre, Rudd est considéré comme un possible candidat au poste de chef du parti, mais Rudd déclare qu'il n'est pas candidat au poste et votera pour Beazley.
À la suite de l'élection de Mark Latham, certains pensent que Rudd va perdre son portefeuille pour avoir soutenu Beazley, mais ce n'est pas le cas. Les relations entre Latham et Rudd se dégradent cependant en 2004, surtout lorsque Latham s'engage à retirer toutes les forces australiennes d'Irak pour Noël 2004 sans en parler à Rudd. Lorsque Latham perd les élections fédérales de 2004, on parle à nouveau de Rudd comme possible chef du parti. Il préfère garder son poste de ministre des Affaires étrangères de l'ombre et nie toute intention de succéder à Latham.
Quand Latham démissionne subitement en janvier 2005, Rudd est en Indonésie et refuse de dire s'il sera candidat au poste de chef du Parti travailliste. Une candidature de sa part signifiant qu'il s'attaquait à Beazley, son allié dans le parti, Rudd veut d'abord prendre l'avis de ses autres collègues représentants. À son retour d'Indonésie, Rudd consulte ses collègues du Parlement et annonce qu'il n'est pas candidat contre Kim Beazley ; ce dernier reprend alors la tête du parti.
En juin 2005, Rudd reçoit de nouvelles responsabilités et se voit confier en plus des Affaires étrangères la Sécurité internationale et le Commerce dans le nouveau gouvernement fantôme.

#### Chef de l'opposition (2006-2007)

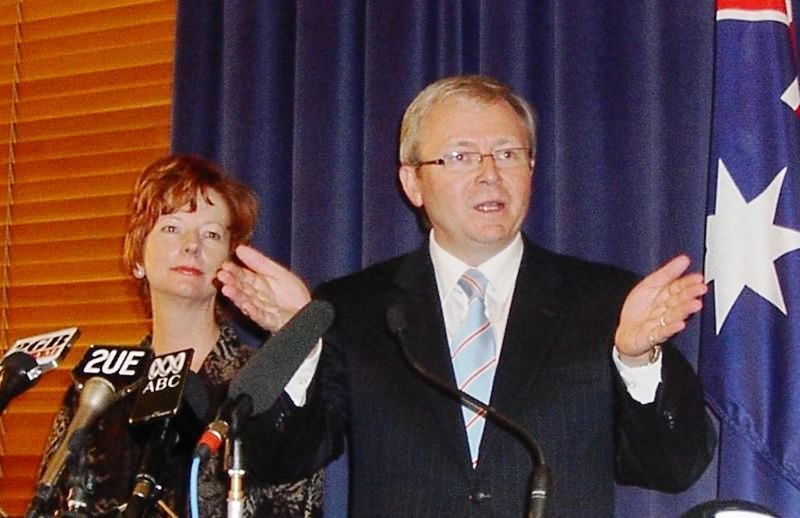
Kevin Rudd (à droite) et Julia Gillard (à gauche) à leur première conférence de presse à la direction du Parti travailliste australien, le 4 décembre 2006.

En décembre 2006, un nouveau sondage indiquant que Rudd reçoit deux fois plus d'avis favorable que Beazley pour prendre la tête du parti, il annonce alors sa candidature contre Beazley,. Son amie Julia Gillard le rejoint pour le seconder.
Le vote a lieu le lundi 4 décembre 2006 et Rudd l'emporte par 49 voix contre 39 pour Beazley.
Dans son premier discours de chef du parti, Rudd déclare vouloir installer un nouveau style de direction et, plutôt que de se faire l'écho du gouvernement, proposer des solutions alternatives aux propositions d'Howard notamment dans le domaine des relations syndicales, la guerre en Irak, les changements climatiques, le fédéralisme australien, la justice sociale, le développement de l'industrie australienne. Rudd insiste aussi sur sa longue expérience des affaires de l'État, sur son expérience dans le monde des affaires avant son entrée dans la vie politique.

#### Premier ministre (2007-2010)

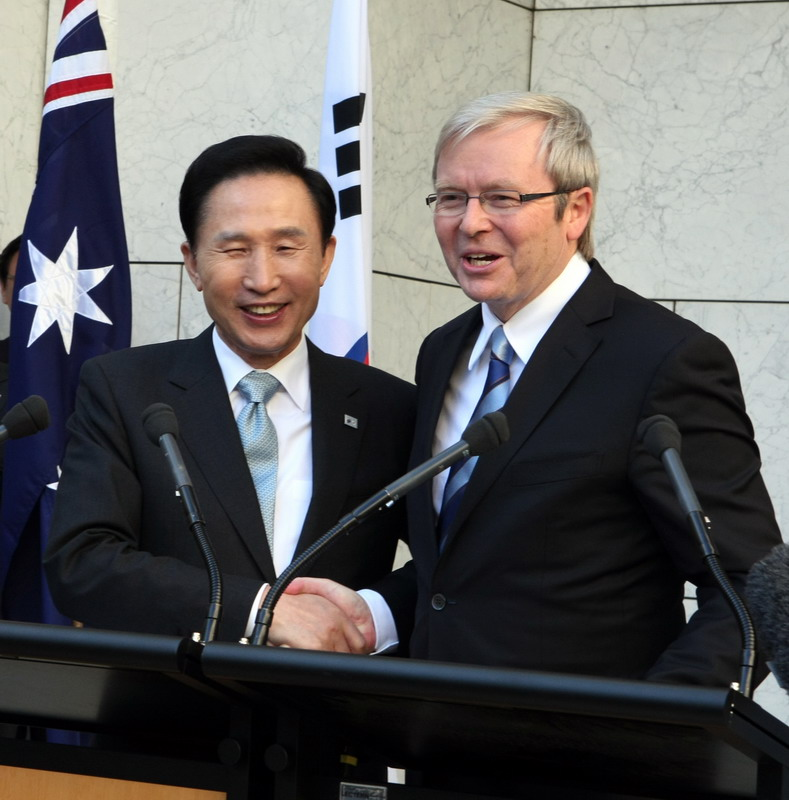
Le président sud-coréen Lee Myung-bak en visite à Canberra auprès de Kevin Rudd, en 2009.

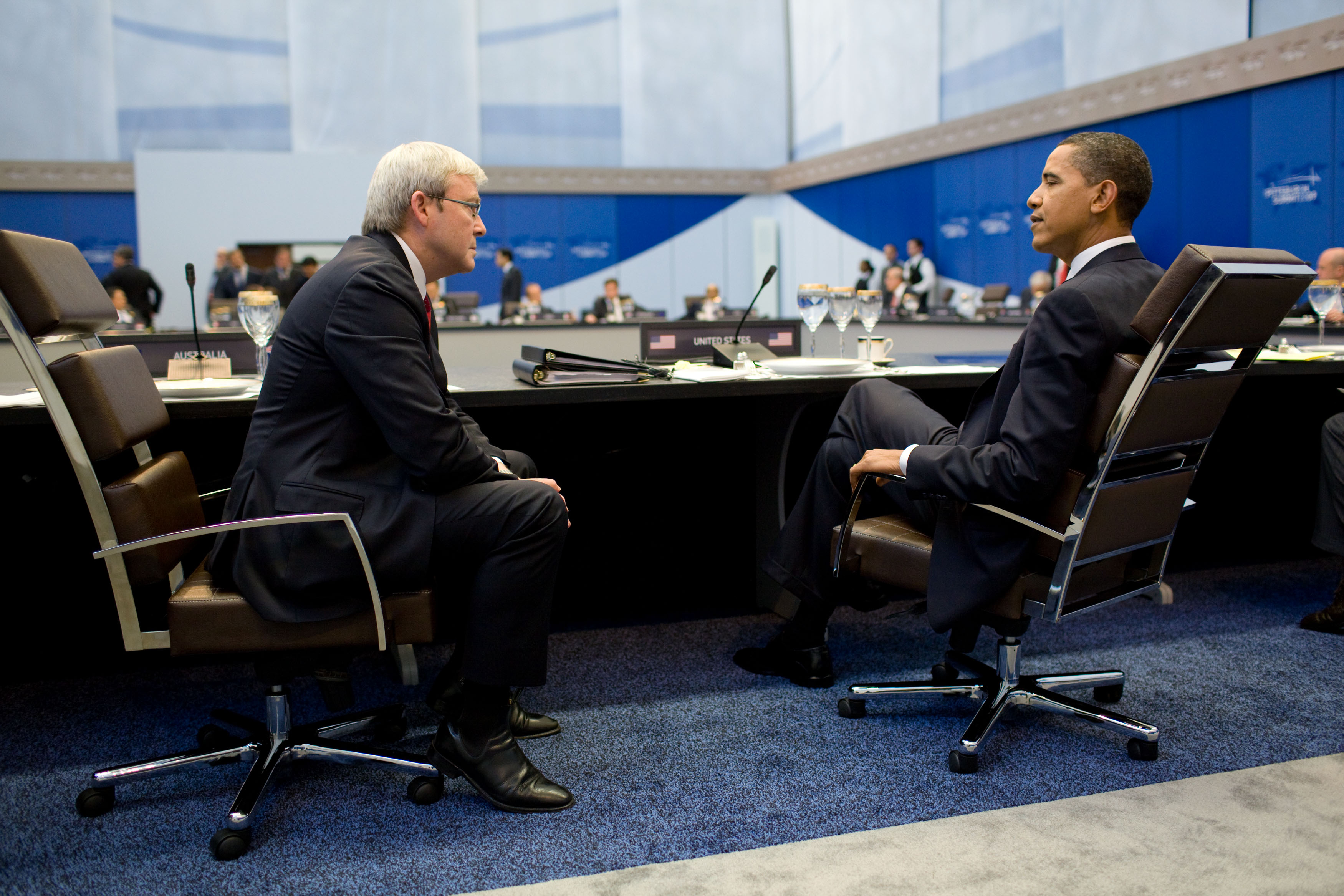
Kevin Rudd et le président américain Barack Obama, en 2009.

Rudd remporte les élections fédérales du 24 novembre 2007 et ravit le poste de Premier ministre à John Howard. Le 3 décembre, il prête serment devant le gouverneur général d'Australie, Michael Jeffery, devenant ainsi le vingt-sixième Premier ministre d'Australie et le deuxième Premier ministre originaire du Queensland. Son premier acte officiel en tant que Premier ministre, le jour même de sa nomination, est de ratifier le protocole de Kyoto.
Le 13 février 2008, tenant une promesse de campagne, il prononce un discours solennel, s'excusant auprès des Aborigènes, pour les maltraitances qu'ils ont subies. Ce discours est bien reçu par ce peuple.
En mai 2008, le magazine Time le classe dixième sur sa liste des cent personnes les plus influentes au monde et approuve à la fois les excuses qu'il a présentées aux Générations volées et sa ratification du protocole de Kyoto.
Deux chefs successifs du Parti libéral — Brendan Nelson et Malcolm Turnbull — n'ayant pas su entamer la popularité de Rudd, les conservateurs choisissent en 2009 Tony Abbott comme nouveau chef du Parti libéral et progressent un peu contre le Parti travailliste.
Le gouvernement Rudd répond à la crise économique de 2008-2010 par un programme économique de croissance. L'antérieur surplus budgétaire se transforme en déficit, mais l'Australie évite la récession. La mauvaise gestion de l'argent injecté par le gouvernement dans les toitures est cause de feux dans des maisons et d'une série d'accidents mortels parmi des ouvriers incompétents. Le ministre responsable, Peter Garrett est rétrogradé par Rudd, et le projet abandonné en avril 2010, avec des réclamations pour compensation de la part de ceux qui ont été affectés.
En mars 2010, Rudd annonce un plan pour réorganiser les finances des hôpitaux nationaux. En avril, il annonce que le gouvernement retarderait son introduction d'une Bourse du carbone jusqu'à après la prochaine élection. Le chef de l'Opposition Abbott critique Rudd comme : « all talk, no action » (« rien que des paroles, aucune action »). En mai, la coalition surpasse les travaillistes dans le Newspoll Survey pour la première fois depuis 2006.
Alors qu'en 2009, Kevin Rudd battait des records de popularité, en 2010, après l'élection du nouveau chef de l'opposition et la mauvaise gestion de l'argent injecté par le gouvernement dans la réfection des toitures, la cote de Rudd continue à pâtir de mauvais choix politiques travaillistes : l'abandon du plan carbone le coupe des écologistes et le projet controversé de taxe sur les super-profits des groupes miniers exaspère les compagnies minières. L'économie australienne est largement dépendante de l'industrie minière et le projet de taxe sur les profits miniers affole les investisseurs qui suspendent la recherche de nouveaux sites. Rudd ne tient pas compte des critiques et de plus, le gouvernement dépense de l'argent public dans une campagne publicitaire en faveur de sa politique fiscale contrairement à la promesse faite avant les élections.
Il se trouve confronté à l'industrie minière, qui mène une très forte campagne contre ses projets environnementaux et contribue à le renverser.
Après une série de changements de politique et un important déclin de popularité de Rudd, les principaux dirigeants du Parti travailliste commencent à envisager de le remplacer par son adjointe, beaucoup plus populaire, Julia Gillard. Considéré comme trop autocratique par plusieurs de ses collègues, Rudd manque d'un ancrage fort dans le mouvement syndical. Après deux ans et sept mois passés comme chef du gouvernement, Rudd démissionne le 24 juin 2010, juste avant un vote interne du parti, qu'il sait perdu d'avance du fait de son impopularité croissante, demandé par la chef adjointe du parti et vice-Première ministre, Julia Gillard. Elle le remplace dans la foulée, devenant la première femme à prendre la tête du gouvernement australien.

#### Ministre des Affaires étrangères (2010-2011)
Rudd fait son retour au gouvernement le 14 septembre 2010, comme ministre des Affaires étrangères, en remplacement de Stephen Smith, nommé à la Défense, dans le gouvernement Gillard II. En février 2012, des rumeurs circulent dans la presse selon lesquelles il envisage de briguer à nouveau la tête du parti, Julia Gillard étant impopulaire auprès de l'opinion. Des représentants demandent à la Première ministre de le limoger. Le 21 février, Kevin Rudd se dit déçu que Julia Gillard n'ait pas rejeté publiquement ces demandes ; estimant ne plus avoir sa confiance, il démissionne du gouvernement.

#### Bref retour au pouvoir et démission (2013)

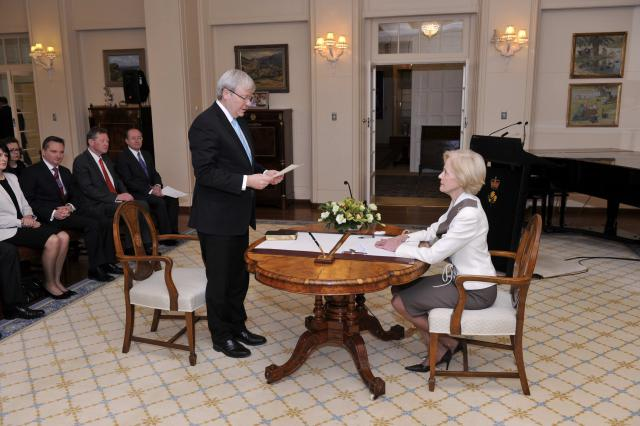
Kevin Rudd prête serment comme Premier ministre devant Quentin Bryce, le 27 juin 2013.

Le 26 juin 2013, les élus travaillistes à la Chambre des représentants choisissent, par 57 voix contre 45, de ne plus accorder leur confiance à Julia Gillard comme chef du parti travailliste, et d'en confier la direction à Kevin Rudd. En accord avec les règles tacites du système de Westminster, Gillard démissionne du poste de Premier ministre, et conseille à la gouverneure générale Quentin Bryce de nommer Rudd à la tête du gouvernement. Ce changement intervient alors que les sondages prédisent une défaite catastrophique pour les travaillistes aux élections fédérales de septembre si Gillard demeure à la tête du parti. Rudd est nommé Premier ministre le lendemain,.
Le 19 juillet 2013, Kevin Rudd et son homologue papou-néo-guinéen Peter O'Neill annoncent que désormais tout demandeur d'asile arrivant en Australie par bateau clandestin serait expédié dans le camp de l'île Manus, en Papouasie-Nouvelle-Guinée, où sa demande serait examinée par les autorités papou-néo-guinéennes. Les clandestins étant de « vrais réfugiés » obtiendraient l'autorisation de rester en Papouasie-Nouvelle-Guinée, mais non pas en Australie. Le camp était déjà utilisé pour l'examen des demandes d'asile, mais les réfugiés jusque lors pouvaient espérer à terme être accueillis en Australie. Pour la première fois (et en amont des élections législatives), les autorités australiennes annoncent ainsi qu'aucun clandestin, quelle que soit sa situation, ne pourra s'installer en Australie. Kevin Rudd précise que cet interdit a une visée humanitaire, afin d'éviter les noyades en haute mer des clandestins. En contrepartie, l'Australie accroît l'aide au développement qu'elle fournit à la Papouasie-Nouvelle-Guinée, notamment dans les secteurs de la santé et de l'éducation.
Le changement à la tête du parti n'empêche toutefois pas la défaite de l'ALP lors des élections du 7 septembre. Selon des estimations récentes, les Travaillistes obtiendraient moins de 60 sièges sur 150 à la Chambre des représentants, contre près de 90 pour la Coalition. Kevin Rudd démissionne le soir même des élections après avoir reconnu sa défaite. Il annonce également ne pas souhaiter être candidat à la présidence du parti.
Le 20 mars 2023, il devient ambassadeur d'Australie aux États-Unis.